# AMS - BCN
AMS - BCN is een lied van de Nederlandse rapper Ashafar in samenwerking met de Marokkaans-Spaanse rapper Morad. Het werd in 2021 als single uitgebracht en stond in hetzelfde jaar als negende  track op het album Etappes van Ashafar.

## Achtergrond
AMS - BCN is geschreven door Boris Kruyver, Morad El Khattouti en Zakaria Abouazzaoui en geproduceerd door Keyser Soze. Het is een nummer dat past in het genre hiphop. In het lied rappen en zingen de artiesten over hun wilde en ongeremde levenswijzes. Dit doen zij deels in het Nederlands en deels in het Spaans. Het is niet de eerste hit die de artiesten samen hebben. Eerder hadden ze al succes met Barrio.

## Hitnoteringen
De artiesten hadden bescheiden succes met het lied in Nederland. Het piekte op de 46e plaats van de Single Top 100 in de drie weken dat het in deze hitlijst te vinden was. De Top 40 en haar Tipparade werden niet bereikt. 